# Єлецький (Липецька область)
Єлецький (рос. Елецкий) — селище у Єлецькому районі Липецької області Російської Федерації.
Населення становить 771  особу. Належить до муніципального утворення Єлецька сільрада.

## Історія
З 13 червня 1934 до 26 вересня 1937 року у складі Воронезької області, у 1937-1954 роках — Орловської області. Відтак входить до складу Липецької області.
Згідно із законом від 2 липня 2004 року №114-оз органом місцевого самоврядування є Єлецька сільрада.

## Населення
| 2008 | 2010 |
| ---- | ---- |
| 761  | ↗771 |